# Долматово (Владимирская область)
Долматово — деревня в Александровском районе Владимирской области России, входит в состав Следневского сельского поселения.

## География
Деревня расположена в 2 км на север от центра поселения деревни Следнево и в 9 км от города Александров.

## История
В патриарших окладных книгах под 1628 годом значится церковь Благовещения Пресвятой Богородицы в селе Далматове. К 1708 году здесь была построена новая деревянная церковь, старая же была пожертвована прихожанам в село Бунаково, в котором в 1708 году церковь сгорела. В 1783 году на средства инженера-полковника Даниила Яковлева Хадыченкова начата была постройка каменной церкви, которая была освещена в 1786 году. Престолов тогда в церкви было два: во имя Преображения Господня и Благовещения Пресвятой Богородицы. Вследствие тесноты теплого Благовещенского придела — в 1820 году он был расширен и в нём устроен другой престол в честь святого Николая Чудотворца. Каменная колокольня при церкви построена в 1781 году. Приход состоял из села Далматова и деревень: Кобылина, Следнева, Романова, Соколова, Березовки, сельца Петрова и Монастырева. В годы Советской Власти церковь была полностью разрушена.
В XIX и первой четверти XX века село входило в состав Александровской волости Александровского уезда. В 1905 году в селе числилось 32 двора.
С 1929 года деревня входила в состав Следневского сельсовета Александровского района, в 1941-65 годах в составе Струнинского района.

## Население
| 1859 | 1905 | 1926 | 2002 | 2010 | 2021 |
| ---- | ---- | ---- | ---- | ---- | ---- |
| 205  | ↗232 | ↘188 | ↘40  | ↘22  | ↗71  |